# Marcel Charmant
Marcel Charmant est un homme politique socialiste français né le 26 juillet 1944 à Ébreuil (Allier).

## Anciens mandats
- Président du conseil général de la Nièvre de 2001 à 2011
- Conseiller général du canton de Nevers-Est de 1993 à 2011
- Maire de Saint-Aubin-les-Forges de 1995 à 2001
- Conseiller régional de Bourgogne de 1985 à 1993
- Adjoint au maire de Nevers de 1983 à 1995
- Député de la Nièvre de 1988 à 1992
- Sénateur de la Nièvre du 27 septembre 1992 au 30 septembre 2001

## Autres fonctions
- Cadre de Compagnie d'assurance